# Georges Gautschi
Georges Gautschi (n. 6 aprilie 1904 – d. 12 februarie 1985) a fost un patinator artistic ce a reprezentat Elveția, medaliat olimpic. A participat la o ediție a Jocurilor Olimpice (1924) în care a câștigat o medalie de bronz.

## Participări
Lista de mai jos prezintă principalele competiții la care a participat Georges Gautschi de-a lungul carierei.
- Patinaj artistic la Jocurile Olimpice de iarnă din 1924 - Individual masculin